# PSAPL1
PSAPL1‏ (Prosaposin like 1 (gene/pseudogene)) هوَ بروتين يُشَفر بواسطة جين PSAPL1 في الإنسان.